# Erodium astragaloides
Erodium astragaloides là một loài thực vật có hoa trong họ Mỏ hạc. Loài này được Boiss. & Reut. mô tả khoa học đầu tiên năm 1852.